# Love Story (Faust'O)
Love Story è il sesto album in studio del cantautore italiano Faust'O, pubblicato nel 1985.

## Il disco
L'album è stato registrato allo studio Fontana nel luglio 1985 e missato allo Stone Castle (Morning Studio) nell'ottobre successivo.

## Tracce
Testi e musiche di Fausto Rossi.
1. Exhibition Of Love – 6:50
2. Two Walls – 4:33
3. The Heat – 4:43
4. Clouds Over Thin Paper – 4:24
5. Overtones – 5:11
6. Big Beat – 5:36

Durata totale: 31:17

## Crediti

### Musicisti
- Faust'O - voce
- Roberto Fioravanti - basso
- Giorgio Vitalevi - batteria
- Claudio Chianura - nastri
- Piero Chianura, Roberta Preti, Alessandra Gallo, Luciano Margorani - coro su Exhibition Of Love (non accreditati sull'album)

### Personale tecnico
- Angelo Carrara - produzione discografica
- Franco Zorzi - registrazione
- Claudio Chianura - registrazione
- Renato Cantele - missaggio
- Jacqueline James - fotografia
- Elena Casanova - fotografia
- Mario Camerini - artwork

## Edizioni
- 1985 - Love Story (Target, 64 2404701, LP)
- 1985 - Love Story (Target, 300 408-2, LP)
- 1985 - Love Story (Target, 64 2404704, MC)
- 1996 - Love Story (Target, 300 408 2, CD)